# مارتینیتسه ف کرکونوشیخ
مارتینیتسه ف کرکونوشیخ (به چکی: Martinice v Krkonoších) یک منطقهٔ مسکونی در جمهوری چک است که در ناحیه سمیلی واقع شده‌است. مارتینیتسه ف کرکونوشیخ ۵۸۵ نفر جمعیت دارد و ۴۸۲ متر بالاتر از سطح دریا واقع شده‌است.